# The Poison: Live at Brixton
The Poison: Live at Brixton è il primo DVD pubblicato il 30 ottobre 2006 nel Regno Unito e il 19 dicembre negli USA, che presenta la performance della band al Carling Academy Brixton il 28 gennaio 2006.

## Tracce
1. Intro
2. Her Voice Resides
3. 4 Words (To Choke Upon)
4. Suffocating Under Words of Sorrow (What Can I Do)
5. All These Things I Hate (Revolve Around Me)
6. The Poison
7. Spit You Out
8. Cries In Vain
9. Just Another Star
10. Tears Don't Fall
11. No Control
12. Hand of Blood
13. The End

## Video musicali
- Hand of Blood
- 4 Words (To Choke Upon)
- Suffocating Under Words of Sorrow (What Can I Do)
- All These Things I Hate (Revolve Around Me)
- Tears Don't Fall

## Documentari/EPKS
- Behind the scenes at Brixton Academy
- Mullet's Here
- Download and Dirty
- Spit or Swallow
- Spot the Gimp
- Motherland
- The Bucket

## Bullet TV
- Introduction
- Backstage Entrance
- Night Out Part 1
- Night Out Part 2
- The Tour Bus Part 1
- The Tour Bus Part 2
- Video Shoot Part 1
- Video Shoot Part 2/The End

## Formazione
- Matthew Tuck - voce, chitarra ritmica
- Michael Padget - chitarra solista, seconda voce
- Jason James - basso, growl
- Michael Thomas - batteria